# Ofuro
Un ofuro o furo (風呂?) es un baño japonés de agua caliente. En su origen, de madera y modernamente de plástico o acero inoxidable. El ofuro difiere de la bañera convencional por ser más profundo (60 cm.) y de laterales menos inclinados, casi rectangulares. El modelo tradicional en forma de tina de madera o hierro fundido se calentaba con una estufa de leña integrada en la parte baja de su estructura.
Se atribuye a los egipcios el origen del uso de los baños de agua caliente con fines terapéuticos. Se han  encontrado vestigios arqueológicos de tinas en piedra y madera construidas hace más de 5000 años. Asimismo está documentado en la cultura grecorromana. Fraortes, Rey de Media, tenía su propia tina en sus aposentos en el año 600 a. C.
La palabra spa, modernamente sinónimo de baño curativo y relajante o vigorizante, parece tener su origen en Spa, balneario belga, ya en su día explotado por el Imperio Romano y actualmente en Bélgica. En toda la antigüedad, las tinas o piscinas termales se construían cerca de vertientes volcánicas naturales, donde el agua termal era dirigida y contenida en grandes baños públicos.

## Cálculo de la energía calórica
Para calentar un promedio de 1000 litros de agua que se encuentre a una temperatura de 10 °C  y deba alcanzar los 40 °C. La energía (Q) necesaria para esta operación se calcula mediante la siguiente fórmula:
Q = cmAT 
Donde c = 1 caloría/(gramo °C) (calor específico del agua) 
En consecuencia:
Q = (1 Kcal/(kg °C)) × (1000 kg) (40 °C - 10 °C) 
Q = 30 000 Kcal.